# Tamara Pangelova
Tamara Pangelova-Dunajska (ukrajinsko Тамара Пангелова-Дунайська), ukrajinska atletinja, * 22. avgust 1943, Poltava, Sovjetska zveza.
Nastopila je na poletnih olimpijskih igrah leta 1972 in osvojila sedmo mesto v teku na 1500 m. Na evropskih dvoranskih prvenstvih je v isti disciplini osvojila naslov prvakinje leta 1972 in bronasto medaljo leta 1971.